# سوني كون
سوني كون (بالإنجليزية: Sonny Cohn)‏ هو بواق أمريكي، ولد في 14 مارس 1925، وتوفي في 7 نوفمبر 2006 في شيكاغو في الولايات المتحدة.

## وصلات خارجية
- سوني كون على موقع ميوزك برينز (الإنجليزية)
- سوني كون على موقع أول ميوزيك (الإنجليزية)
- سوني كون على موقع ديسكوغز (الإنجليزية)